# Phaleria pentecostalis
Phaleria pentecostalis är en tibastväxtart som beskrevs av Jacques Désiré Leandri. Phaleria pentecostalis ingår i släktet Phaleria och familjen tibastväxter. Inga underarter finns listade i Catalogue of Life.